# 岑朗天
岑朗天（1965年—），筆名朗天、霍驚覺。香港作家、影評人、文化活動策劃、大學兼職講師。香港新亞研究所碩士，師從牟宗三，父親為香港專欄作家崑南。他早年就讀英皇書院，曾在香港多家報社從事繙譯、編輯、採訪工作。1995年加入香港電影評論學會，並於2003-2007年出任該會會長，2016年退出。1995年參與創立新研哲學會，後易名香港人文哲學會 （页面存档备份，存于），再易名香港人文學會。1998年加入樹寧．現在式單位，出任該劇團董事及編劇。2003年擔任牛棚書展（2003-6）統籌，協助開拓主流以外的書展文化（牛棚書展精神後為九龍城書節 （页面存档备份，存于）繼承）。2004年6月至2011年加入商業電台光明頂，擔任嘉賓主持。2004年至2014年於香港中文大學新聞與傳播學院兼職教授媒體創意寫作。2012年始兼任香港浸會大學電影學院講師，教授文學與影視相關課程。2016年加入鮮浪潮電影節董事會，協助推動香港本土電影創作和發展，發掘及培養具潛質的年輕電影創作人才。

## 個人作品
- 基督教之貧乏（1986，自印本；1987，田園書屋）
- 廿一個基督徒出教故事（1987，田園書屋）
- 人喜歡被騙——文化結構史學之權力論（1987，自印本）
- 殺死會考的人（1988，金陵出版社）
- 愛情弗得（1988，田園書屋）
- 他在蹂躪大學（1989，田園書屋）
- 人文之終結——文化結構史學之總論（1989，閱林圖書公司）
- 金學大沉澱（1990，閱林圖書公司）
- 老子哲學：實踐形上學之建立（1995，香港人文哲學會）
- 後虛無年代——村上春樹、影子與流浪者（2001，台灣書林出版社）；後易名為：村上春樹與後虛無年代（2005推出內地版，新星出版社）
- 噪音——劇場文本的思考與紀錄（2001，樹寧．現在式單位）
- 後九七與香港電影（2003，香港電影評論學會）
- 潛行之恨，或愛（2005，文星文化教育協會）
- 自戀的命運（2006，文星文化教育協會）
- 行者之錯步——誤解老子‧悟解老學（2008，花千樹出版社）
- 永遠不能明白的經典電影（2010，Kubrick）
- 心色密碼（2011，唯美生活）
- 懺者其誰——感觸莊子心靈自由（2012，花千樹出版社）
- 香港有我——主體性與香港電影（2013，文化工房）
- 傘悔錄——八九一代的懺思（2015，花千樹出版社）
- 五十自述——真實的理想主義（2016，花千樹出版社）
- 反復：本體論易學之建立（2018，花千樹出版社）
- 反復：易經新寫（2021，花千樹出版社）
- 正在思想——當代哲思十八家（2022，香港文學生活館）
- 記憶的回歸一一香港形上文化簡史（1960s-2020s）（2024，艺鵠展示活動文本）

## 主要合著
- 自我律詞典（1996，閱林圖書公司）；合著人：小西、陳惠芬
- 我們的小說（1998，普普工作坊）；合著人：小西、邱心、余非 (香港作家)、葉愛蓮
- 朗奴文化初階字典（2001，香港指南針集團）；合著人：李照興
- 本體論易學硏習錄（2020，艺鵠）；合著人：硏習班成員

## 舞台劇作品
- 第七道輪迴（1993，編劇之一）（導演：區惠蓮）
- 阿米巴書簡（1996，集體創作）
- 潛行者申公豹本事（1997，導演、編劇）
- 浪女支那（1999，編劇）（導演：許樹寧）
- 亞伯拉罕的眼淚（2006，2007重演，編劇）（導演：許樹寧）
- 耶穌13門徒（2008，編劇）（導演：許樹寧）
- Animal Form 2013（2012，編劇之一）（導演：許樹寧）
- 單獨囚禁（2015，編劇）（導演：許樹寧）
- 後真相候鳥的遺憾（2017，集體創作）

## 電影作品
- 算吧啦，老豆！（2011，編劇）（導演：劉健平、許樹寧）
- 浪女支那（短片）（2002，文本）（導演：許樹寧）
- Animal Form（短片）（2003，監製、文本）（導演：許樹寧）
- 報仇（短片）（2023，導演、編劇）

## 外部連結
- 作者的YouTube頻度 （页面存档备份，存于）
- 作者以反覆為主題的寫作平台
- 追懺者部落格 （页面存档备份，存于）
- 潛行者部落格 （页面存档备份，存于）
- 香港人文哲學會文章連結 （页面存档备份，存于）